# 에디 조던
에드먼드 패트릭 조던(영어: Edmund Patrick Jordan, 본명: 에드먼드 패트릭 조던, 본명 영어: Edmund Patrick Jordan, 1948년 3월 30일~2025년 3월 20일)은 아일랜드의 모터스포츠 경영인, 스포츠 중계자, 자동차 경주 선수이자 사업가이다. 포뮬러 원의 조던 그랑프리(Jordan Grand Prix) 팀을 창단하여 1991년부터 2005년까지 팀 수석을 지냈다.
1948년 더블린에서 태어났다. 아일랜드 은행에서 근무하다가 카트 레이싱으로 모터스포츠에 입문하였으며, 아일랜드 챔피언십을 우승한 이듬해 하위 포뮬러로 진출했다. 1974년부터 1979년까지 아일랜드 포뮬러 포드, 포뮬러 3, 포뮬러 애틀랜틱과 포뮬러 2에서 경주했다. 1979년 자신의 이름을 딴 에디 조던 레이싱(Eddie Jordan Racing)을 창단하여 인터내셔널 포뮬러 3000에서 1985년부터 1991년까지 출전했다.
1991년 포뮬러 원 컨스트럭터인 조던 그랑프리를 창단하여 15개 시즌 동안 4개의 그랑프리를 우승하였으며 1999년 컨스트럭터 챔피언십 3위를 기록했다. 2005년 말 미드랜드에 팀을 매각하고 BBC에서 2009년부터 2015년까지 스포츠 분석가로 일했으며, 2016년 채널 4로 옮겼다. 럭비 클럽 팀인 런던 아이리시와 축구 팀 셀틱 FC의 공동 소유주를 지냈다.